# Araucaria muelleri
Araucaria muelleri — вид хвойних рослин родини араукарієвих. Вид названий на честь Фердинанда Мюллера.

## Поширення, екологія
Вид відомий тільки з малих частин південного масиву і плато Горо, Нова Каледонія на висотах від 150 до 1000 м. Росте переважно на ультраосновних ґрунтах. Ріст і регенерація дуже повільні.

## Морфологія
Дерево 10–25 метрів висотою з канделяброподібною кроною. Кора сіра, відлущується лусками або тонкими смужками. Молоді листки трикутні, дещо сплющені, 2–2,5 см довжиною, лускоподібні, різко гострі. Дорослі листки лускоподібні, трикутні, 3–3,5 см довжиною 1,5–2 см шириною, на вершині загострені і увігнуті. Чоловічі шишки циліндричні, 13–25 см довжиною 28–37 мм шириною, мікроспорофіли загострені. Жіночі шишки 11–15 см довжиною 8–10 см шириною. Насіння 3–3,2 см довжиною, з вузькими, трикутними горіхами; крила короткі й широкі.

## Загрози та охорона
Гірські виробки на плато Горо загрожують субпопуляції в цій області. В інших частинах ареалу, включаючи охоронювані райони, вид вразливий до пожеж. Найбільші субпопуляції знаходяться в охоронних зонах.